# Uruchini
Uruchini ist eine Ortschaft im Departamento Chuquisaca im südamerikanischen Andenstaat Bolivien.

## Lage
Uruchini liegt in der Provinz Nor Cinti und ist zentraler Ort des Cantón Uruchini im Municipio San Lucas. Die Ortschaft liegt auf einer Höhe von 2501 m an der Mündung des Río Molle Pampa in den Río San Lucas, dem mittleren Abschnitt des Río Turuchipa, der flussabwärts in den Río Pilcomayo fließt, der wiederum zum Einzugsbereich des Río Paraguay gehört.

## Geographie
Uruchini liegt an den südwestlichen Ausläufern der bolivianischen Cordillera Central, zwischen dem Altiplano im Westen und dem bolivianischen Tiefland im Osten. Das Klima ist ein kühl-gemäßigtes Höhenklima mit typischem Tageszeitenklima, bei dem die Temperaturunterschiede im Tagesverlauf stärker schwanken als im Jahresverlauf.
Die Jahresdurchschnittstemperatur in der Region liegt bei etwa 15 °C (siehe Klimadiagramm San Lucas), die Monatsdurchschnittswerte schwanken zwischen knapp 12 °C im Juni/Juli und 17 °C von November bis März. Der Jahresniederschlag beträgt 430 mm und weist sieben aride Monate von April bis Oktober mit Monatswerten unter 20 mm auf, nennenswerte Monatsniederschläge fallen nur von Dezember bis Februar mit Werten von je 80 bis 90 mm.

## Verkehrsnetz
Uruchini liegt in einer Entfernung von 268 Straßenkilometern südlich von Sucre, der Hauptstadt des Departamentos.
Durch Sucre führt die 898 Kilometer lange Nationalstraße Ruta 5, die von der Cordillera Oriental quer über den Altiplano zur chilenischen Grenze führt. Von Sucre aus führt die Straße 84 Kilometer in südlicher Richtung über Yotala nach Millares. Von dort führt die Straße in südwestlicher Richtung weiter nach Betanzos und Potosí. Von Millares aus nach 41 Kilometern am Westrand der Pampa de Lekesana zweigt eine unbefestigte Landstraße nach Süden ab, die über die Ortschaften Calapaya und Keluyo nach 85 Kilometern San Lucas erreicht.
Sieben Kilometer vor San Lucas, südlich der Ortschaft Quirquiwisi, überquert die Straße auf einer Brücke den Río Molle Pampa. Unmittelbar hinter der Brücke zweigt eine Nebenstraße nach Südosten ab und folgt dem Fluss zweieinhalb Kilometer bis zu seiner Mündung in den Río San Lucas. Die Straße folgt diesem Fluss dann zwanzig Kilometer, - zuerst zwölf Kilometer nach Nordosten und dann acht Kilometer nach Norden. Dann verlässt die Straße den Fluss und führt 28 Kilometer nach Nordosten. Sie schwenkt dann in südöstlicher Richtung um und erreicht nach dreizehn Kilometern Uruchini.

## Bevölkerung
Die Einwohnerzahl der Ortschaft ist in dem Jahrzehnt zwischen den beiden letzten Volkszählungen leicht zurückgegangen:
| Jahr | Einwohner         | Quelle       |
| ---- | ----------------- | ------------ |
| 1992 | keine Detaildaten | Volkszählung |
| 2001 | 169               | Volkszählung |
| 2012 | 148               | Volkszählung |
| 2024 |                   | Volkszählung |

Die Region weist einen hohen Anteil an Quechua-Bevölkerung auf, im Municipio San Lucas sprechen 98,6 Prozent der Bevölkerung Quechua.